# Valverde de Valdelacasa
Valverde de Valdelacasa is een gemeente in de Spaanse provincie Salamanca in de regio Castilië en León met een oppervlakte van 7,59 km². Valverde de Valdelacasa telt 76 inwoners (1 januari 2016).

## Demografische ontwikkeling
Bron: INE, 1857-2011: volkstellingen